# التنقل الجوي في المناطق الحضرية

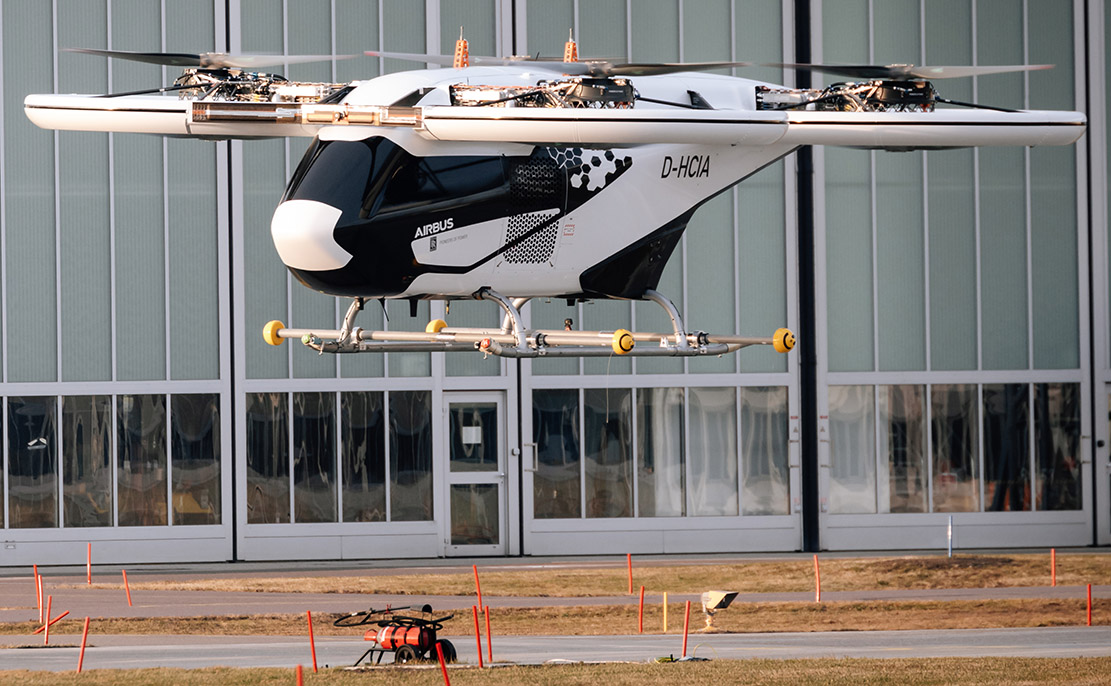
طائرة مصممة للطيران في المدن

التنقل الجوي في المناطق الحضرية يشير التنقل الجوي في المناطق الحضرية إلى أنظمة النقل الحضرية التي تنقل الناس عن طريق الجو. تم تطوير أنظمة النقل هذه استجابة للازدحام المروري.

## التاريخ
يتقدم التنقل الجوي على طول الاتجاهات المأهولة وغير المأهولة. في هامبورغ، تم تنفيذ مشروع ويندروف - (استخدام الطائرات بدون طيار في منطقة حضرية) من مايو 2017 حتى يناير 2018  بدأ مشروع التنقل الجوي الحضري في إنغولشتات في يونيو 2018، بمشاركة أودي وإيرباص ومركز أبحاث كاريزما ومركز تطبيقات فراونهوفر للتنقل وجامعة تي إتش آي للعلوم التطبيقية في شبكة أبحاث الذكاء الاصطناعي) وشركاء آخرين. استخدام خدمات الطوارئ في التنقل الجوي الحضري ونقل الدم والأعضاء ومراقبة المرور والسلامة العامة ونقل الركاب.
انضمت المدن الألمانية والهولندية والبلجيكية ماستريخت وآخن وهاسلت وهيرلين ولييج إلى مبادرة التنقل الجوي الحضري التابعة للشراكة الأوروبية للابتكار في المدن والمجتمعات الذكية.

## التنفيذ
تم تحقيق هذا المفهوم بالفعل في ساو باولو، البرازيل. هناك، يتم توفير التنقل الجوي في المناطق الحضرية بواسطة طائرات الهليكوبتر أكثر من مدينة نيويورك وطوكيو معًا. سيارات الأجرة الجوية المروحية متوفرة بالفعل في مكسيكو سيتي، المكسيك. لا تزال توصيلات الهواء السريعة مرتبطة بالتكاليف المرتفعة وتتسبب في ضوضاء كبيرة واستهلاك مرتفع للطاقة.

## خصائص الطائرات
مركبات الجوية الشخصية قيد التطوير للتنقل الجوي في المناطق الحضرية. وتشمل هذه مشاريع مثل سيتي ايرباص، ليليوم جيت، فولوكوبتر، إيهانج 216 و طائرة بوينج باف. في مرحلة المفهوم، يتم نشر طائرات النقل الجوي في المناطق الحضرية، التي تتمتع بقدرات إقلاع وهبوط رأسية في منطقة صغيرة وغالبية التصميمات كهربائية وتستخدم دوارات متعددة لتقليل الضوضاء (بسبب سرعة الدوران) مع توفير تكرار عالي للنظام. أكمل العديد منهم رحلتهم الأولى..
التكوينات الأكثر شيوعًا لطائرات التنقل الجوي في المناطق الحضرية هي الطائرات متعددة المروحيات (مثل فولوكوبتر) أو ما يسمى بالطائرة ذات الطائرة المكشوفة المائلة (على سبيل المثال ايرباص فاهانا).
النوع الأول يستخدم فقط الدوارات ذات المحور الرأسي، بينما يحتوي النوع الثاني بالإضافة إلى ذلك على أنظمة الدفع والرفع للطيران الأفقي (مثل مروحة الضغط والجناح).